# デザートオーキッド
デザートオーキッド (Desert Orchid) はイギリスの競走馬。キングジョージ6世チェイス4勝（1986年、1988 - 1990年）やチェルトナムゴールドカップ（1989年）に優勝するなど障害競走で活躍した。芦毛の目立つ馬体と勇敢にハナを切る（先頭に立つ）スタイルからイギリスで国民的人気を得た。愛称はデジー (Dessie) 。
1983年1月にハードル競走でデビューしたが初戦から落馬。その後は安定した成績を残すが大成には至らなかった。しかし1985/1986年シーズンでチェイス競走に転向すると圧倒的な着差で4連勝するなど素質を開花させ、1986年12月にケンプトンパーク競馬場行われたキングジョージ6世チェイスではスタートから先頭に立つと後続を寄せ付けずに完勝した。
1989年に定量（負担重量の項を参照）の長距離チェイスとしては最高峰の競走であるチェルトナムゴールドカップに初挑戦するが、デザートオーキッドは左回りコースを不得意としていたため、それまでチェルトナム競馬場では良い成績を残せていなかった。当日は不良馬場のコンディションのなかスタートが切られ、デザートオーキッドはいつも通り逃げを打つが、レース中盤からじょじょに後退。3番人気だったテンプラスに先頭を譲る厳しい展開となったが、終盤でそのテンプラスが落馬。ここから並外れた闘志で脚を伸ばすとゴール手前で伏兵ヤフーを競り落として勝利した。
それからも多くの大レースを制したが、5勝目を狙った1991年のキングジョージ6世チェイスで落馬競走中止。これを最後に引退した。通算成績は70戦34勝2着11回だった。
引退後は多くの競馬場でのフェスティバルに顔を出すなど人気を博していたが、2006年11月13日に27歳で死亡した。

## 主な勝ち鞍
- キングジョージ6世チェイス（1986年、1988 - 1990年）
- ウィットブレッドゴールドカップ（1988年）
- ビクターチャンドラハンデキャップチェイス（1989年）
- チェルトナムゴールドカップ（1989年）
- アイリッシュグランドナショナル（1990年）
- レーシングポストチェイス（1990年）